# Witold Hatka
Witold Hatka (ur. 25 czerwca 1939 w Bydgoszczy, zm. 13 listopada 2010 w Załachowie) – polski polityk, działacz związkowy, bankowiec, przedsiębiorca, poseł na Sejm IV i V kadencji.

## Życiorys
Syn Ludwika i Stefanii. Był bliskim krewnym Stanisława Mikołajczyka, premiera rządu RP na uchodźstwie.
W 1957 ukończył liceum ogólnokształcące w Żninie. Od 1962 do 1970 był kierownikiem Zakładu Prefabrykatów i Eksploatacji Kruszyw Mineralnych. Następnie, do 1983 prowadził gospodarstwo rolno-ogrodnicze. W 1980 zakładał NSZZ Rolników Indywidualnych „Solidarność” i objął funkcję sekretarza władz krajowych organizacji. Po wprowadzeniu stanu wojennego współorganizował Ogólnopolski Komitet Oporu Rolników (OKOR). We wrześniu 1982 został internowany na trzy miesiące. W 1984 wyemigrował do Stanów Zjednoczonych, gdzie prowadził działalność gospodarczą, był prezesem Fundacji Rzymskiej im. Jana Pawła II w Waszyngtonie oraz zasiadał we władzach emigracyjnego PSL. Po powrocie do Polski był m.in. wiceprezesem, a następnie przewodniczącym rady nadzorczej Wielkopolskiego Banku Rolniczego.
W 2001 współtworzył  Ligę Polskich Rodzin i wszedł do jej rady politycznej. W wyborach w 2001 i 2005 z ramienia LPR uzyskiwał mandat poselski w okręgu bydgoskim (otrzymał kolejno 12 699 i 5856 głosów). Zasiadał w Komisji Rolnictwa i Rozwoju Wsi.
W wyborach parlamentarnych w 2007 bez powodzenia ubiegał się o reelekcję (dostał 1001 głosów). Był autorem publikacji Oblicze ziemi. Początki Solidarności rolniczej. Dokumenty, kalendarium wydarzeń (Bydgoszcz 2007).
13 listopada 2010 zginął w wypadku samochodowym w miejscowości Załachowo koło Żnina w województwie kujawsko-pomorskim.
Pochowany na cmentarzu komunalnym przy ul. Wiślanej w Bydgoszczy.
W 2015 pośmiertnie odznaczony Krzyżem Wolności i Solidarności.